# Internationale Höhere Wirtschaftshochschule Moskau
Die Internationale Höhere Wirtschaftshochschule Moskau (englisch: Moscow International Higher Business School; kurz: MIRBIS; russisch: Московская международная высшая школа бизнеса МИРБИС (Институт)) ist Russlands älteste, staatliche anerkannte Wirtschaftshochschule mit Sitz in Moskau. Sie wurde 1988 gegründet und ebenso wie das Internationale Management-Institut St. Petersburg mit akademischer Unterstützung aus Italien begonnen. 1990 wurde ihr MBA als erste nicht-staatliche Hochschule Russlands von der AMBA akkreditiert. 2017 wurde sie vom für Russland maßgeblichen MBA-Portal als zweitbeste Business School in Russland ausgezeichnet.

## Internationale Zusammenarbeit
Von 1997 bis 2016 bot die MIRBIS einen MBA mit der englischen London Guildhall University an. 2012 wurde sie zusammen mit der University of Sheffield beim British Council Wettbewerb ausgezeichnet. 2011 startete sie mit der Universität Bologna, der COPPEAD Graduate School of Business (Brasilien) und der Florida International University einen gemeinsamen Executive MBA (EMBA)-Abschluss. Im MBA-Programm besteht ein Austausch mit der Universität Stellenbosch.

## Website
- Homepage